# 鵠沼海岸駅

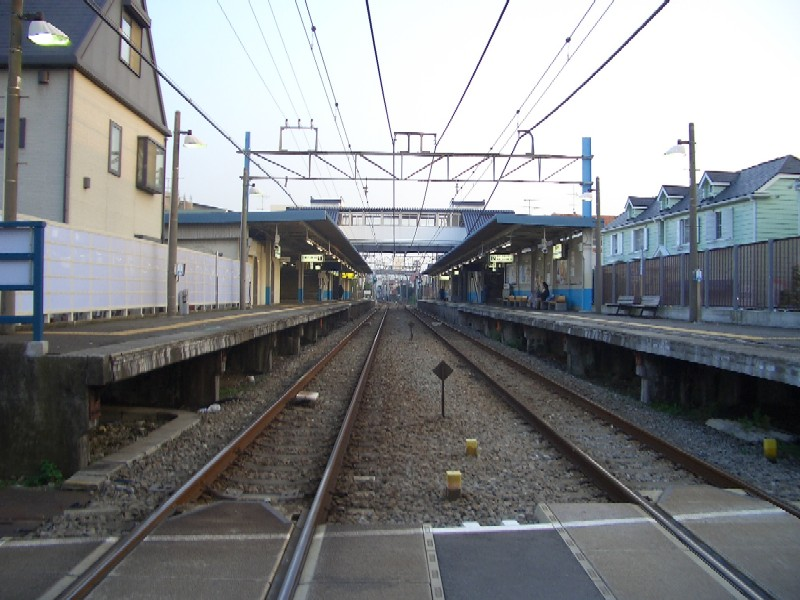
藤沢方の踏切よりホームを望む。右が上りホーム、左が下りホーム。（2014年10月26日）

鵠沼海岸駅（くげぬまかいがんえき）は、神奈川県藤沢市鵠沼海岸二丁目にある、小田急電鉄江ノ島線の駅である。駅番号はOE 15。

## 概要
夏場は海に向かう観光客利用が多く、特に毎年7月1日 - 8月31日までの期間は、片瀬江ノ島駅近辺が海の家開設のためにサーフィン禁止となるため、サーファー利用が増加する。そのため駅構内には、サーフボード車内持ち込みに関する注意書きが掲示されている。
急行の停車駅ではあったが、2004年（平成16年）12月ダイヤ改正で平日ダイヤでは当駅に停車する急行が減少し、2018年（平成30年）3月17日ダイヤ改正に伴い、急行停車駅から外された。尚、現在は片瀬江ノ島発着の急行自体早朝の上り1本しか設定が無い。

## 歴史
- 1929年（昭和4年）4月1日：開設。「直通」の停車駅となる。なお、各駅停車は新宿 - 稲田登戸（現・向ヶ丘遊園）間のみで運行されていた。
- 1945年（昭和20年）6月；「直通」廃止、各停が全線運行されることとなり、その停車駅となる。
- 1946年（昭和21年）10月1日：準急新設、停車駅となる。
- 1955年（昭和30年）3月25日：通勤急行新設、停車駅となる。
- 1957年（昭和32年）：夏季に快速急行（現行の快速急行とは異なり海水浴客輸送用の臨時列車）が運行され、停車駅となる。快速急行は翌年以後も運行されたが、当駅は通過となった。
- 1964年（昭和39年）11月5日 - 急行の停車駅となる（当時は全列車が停車）。
- 1998年（平成10年）8月22日：一部（10両編成）の急行列車が通過となる[1]。
- 2004年（平成16年）12月11日：一部（6両編成）の急行列車が停車となる[2]。
- 2018年（平成30年）3月17日：急行停車駅より除外、各停のみ停車となる[3]。
- 2025年（令和7年）7月20日・7月21日：「ＭＵＲＡＳＡＫＩ ＳＨＯＮＡＮ ＯＰＥＮ ２０２５」開催に伴い、一部特急列車が臨時停車[4]。特急の停車は当駅が開設されてから初めてのことになる。

### 駅名の由来
隣の「本鵠沼駅」よりも海岸に近い所に駅を新設したので、「鵠沼海岸」と名付けられた。

## 駅構造
相対式ホーム2面2線を有する地上駅。上りホーム側に駅舎・改札口が設置されている。ホーム有効長は6両分である。
2004年度（平成16年度）にエレベーターとスロープが設置され、バリアフリー経路が確保された。ただし、前記したように改札口は上りホーム側の1か所のみであり、下りホームを利用する場合はエレベーターに2度乗る必要がある。
トイレは下りホーム（1番線）にのみ設置されている。男子トイレ、女子トイレ、バリアフリートイレが利用可能。
駅員は7:15 - 終電まで配置されている。駅員勤務時間以外の早朝時間は、インターホンで問い合わせる必要がある。
2012年度（平成24年度）設備投資計画において行先案内表示器新設が盛り込まれた。

### のりば
| ホーム | 路線     | 方向 | 行先                          |
| ------ | -------- | ---- | ----------------------------- |
| 1      | 江ノ島線 | 下り | 片瀬江ノ島方面                |
| 2      | 江ノ島線 | 上り | 相模大野・新宿・ 千代田線方面 |

## 利用状況
2024年度（令和6年度）の1日平均乗降人員は18,001人である。小田急線全70駅中54位。2019年度から2021年度まで終着駅である片瀬江ノ島駅を上回ったことがある。
近年の1日平均乗降・乗車人員の推移は以下の通り。
| 年度               | 1日平均 乗降人員 | 1日平均 乗車人員 | 出典                |
| ------------------ | ---------------- | ---------------- | ------------------- |
| 1995年（平成07年） |                  | 10,202           | [ 神奈川県統計 1 ]  |
| 1998年（平成10年） |                  | 9,989            | [ 神奈川県統計 2 ]  |
| 1999年（平成11年） | 19,084           | 9,686            | [ 神奈川県統計 3 ]  |
| 2000年（平成12年） | 18,703           | 9,498            | [ 神奈川県統計 3 ]  |
| 2001年（平成13年） | 18,625           | 9,486            | [ 神奈川県統計 4 ]  |
| 2002年（平成14年） | 18,199           | 9,220            | [ 神奈川県統計 5 ]  |
| 2003年（平成15年） | 18,292           | 9,320            | [ 神奈川県統計 6 ]  |
| 2004年（平成16年） | 18,886           | 9,419            | [ 神奈川県統計 7 ]  |
| 2005年（平成17年） | 19,184           | 9,550            | [ 神奈川県統計 8 ]  |
| 2006年（平成18年） | 19,586           | 9,745            | [ 神奈川県統計 9 ]  |
| 2007年（平成19年） | 19,843           | 9,873            | [ 神奈川県統計 10 ] |
| 2008年（平成20年） | 19,950           | 9,940            | [ 神奈川県統計 11 ] |
| 2009年（平成21年） | 19,873           | 9,916            | [ 神奈川県統計 12 ] |
| 2010年（平成22年） | 19,765           | 9,859            | [ 神奈川県統計 13 ] |
| 2011年（平成23年） | 19,110           | 9,536            | [ 神奈川県統計 14 ] |
| 2012年（平成24年） | 19,177           | 9,576            | [ 神奈川県統計 15 ] |
| 2013年（平成25年） | 19,650           | 9,826            | [ 神奈川県統計 16 ] |
| 2014年（平成26年） | 19,303           | 9,656            | [ 神奈川県統計 17 ] |
| 2015年（平成27年） | 19,696           | 9,867            | [ 神奈川県統計 18 ] |
| 2016年（平成28年） | 20,001           | 10,031           | [ 神奈川県統計 19 ] |
| 2017年（平成29年） | 20,079           | 10,064           | [ 神奈川県統計 20 ] |
| 2018年（平成30年） | 20,073           | 10,072           | [ 神奈川県統計 21 ] |
| 2019年（令和元年） | 19,859           | 9,965            | [ 神奈川県統計 22 ] |
| 2020年（令和02年） | 14,807           | 7,431            | [ 神奈川県統計 23 ] |
| 2021年（令和03年） | 16,082           | 8,078            | [ 神奈川県統計 24 ] |
| 2022年（令和04年） | 17,167           |                  |                     |
| 2023年（令和05年） | 17,665           |                  |                     |
| 2024年（令和06年） | 18,001           |                  |                     |

## 駅周辺
周辺は静かな住宅地である。駅名の通り湘南海岸に近いが、駅から海岸を望むことはできない。江ノ島線の駅としては珍しく駅前広場がない。
- 鵠沼海岸
- 県立湘南海岸公園
- 藤沢市鵠沼公民館・鵠沼市民センター
- 鵠沼海岸郵便局
- 鵠沼運動公園（八部公園）
- 鵠沼海浜公園：スケートパークが所在（旧・鵠沼プールガーデン）。
- 湘南学園中学校・高等学校
- 藤沢市立鵠南小学校

### バス路線
徒歩5分程の場所に設置されている「高根」が最寄バス停。江ノ電バスにより運行される。
- F5 - 藤沢駅南口行

## 隣の駅
小田急電鉄
 江ノ島線

■急行（早朝上りのみ運転）
　通過
■各駅停車
本鵠沼駅 (OE 14) - 鵠沼海岸駅 (OE 15) - 片瀬江ノ島駅 (OE 16)